# Středočeská 1. liga 1927/1928
Středočeská 1. liga 1927/1928 byla 4. oficiálním ročníkem československé fotbalové ligy. Soutěž vyhrál tým SK Viktoria Žižkov, a zajistil si tak historicky 1. mistrovský titul. Do tohoto ročníku postoupil SK Čechie Karlín. Do druhé ligy sestoupil ČAFC Vinohrady. Nejlepším střelcem se v této sezóně stal Karel Meduna, který za Žižkov vstřelil 12 branek.

## Konečná tabulka Středočeské 1. ligy 1927/1928
| Poř. | Tým                | Z  | V | R | P | VG | OG | TP  | B  |
| ---- | ------------------ | -- | - | - | - | -- | -- | --- | -- |
|      | SK Viktoria Žižkov | 12 | 8 | 2 | 2 | 41 | 20 | +21 | 18 |
| 2.   | SK Slavia Praha    | 12 | 7 | 2 | 3 | 27 | 20 | +7  | 16 |
| 3.   | AC Sparta Praha    | 12 | 6 | 2 | 4 | 36 | 18 | +18 | 14 |
| 4.   | AFK Bohemians      | 12 | 4 | 2 | 6 | 17 | 26 | -9  | 10 |
| 5.   | SK Kladno          | 12 | 4 | 1 | 7 | 24 | 39 | -15 | 9  |
| 6.   | SK Čechie Karlín   | 12 | 4 | 1 | 7 | 23 | 38 | -15 | 9  |
| 7.   | ČAFC Vinohrady     | 12 | 2 | 4 | 6 | 16 | 23 | -7  | 8  |

## Rekapitulace soutěže
| Československá fotbalová liga 1927/28       |                               |
|                                             |                               |
| Ocenění                                     |                               |
| Vítěz                                       | SK Viktoria Žižkov (1. titul) |
| Kvalifikace do evropských pohárů            |                               |
| Mitropa Cup                                 | SK Viktoria Žižkov            |
| Mitropa Cup                                 | SK Slavia Praha               |
| Vítěz domácího poháru                       |                               |
| Středočeský pohár                           | SK Slavia Praha               |
| Pohyb v soutěži                             |                               |
| Sestupující do II. ligy                     | ČAFC Vinohrady                |
| Postupující do I. ligy                      | SK Libeň                      |
| Nejlepší střelec                            |                               |
| Karel Meduna (SK Viktoria Žižkov) – 11 gólů |                               |

## Nejlepší střelci
| Poř. | Hráč            | Klub               | Branky |
| ---- | --------------- | ------------------ | ------ |
| 1.   | Karel Meduna    | SK Viktoria Žižkov | 11     |
| 2.   | Josef Silný     | AC Sparta Praha    | 9      |
| 3.   | Antonín Puč     | SK Slavia Praha    | 9      |
| 4.   | Adolf Patek     | AC Sparta Praha    | 7      |
| 5.   | Jiří Šulc       | SK Čechie Karlín   | 6      |
| 6.   | Jaroslav Ladman | SK Kladno          | 6      |

## Soupisky mužstev

### SK Viktoria Žižkov
Václav Benda I (6/0/1),
Jaroslav Bílý (5/0/0),
Adolf Klindera (1/0/0) –
Jan Baier (9/5),
Jan Dvořáček (7/4),
Václav Holubec (2/0),
Karel Hromádka (4/2),
Antonín Klicpera (12/1),
Vilém König (10/0),
Václav Křížek (6/0),
Jiří Mareš (2/0),
Jan Štěpán (Matěj) (6/4),
Ladislav Matuš (4/0),
Karel Meduna (12/12),
Otto Novák (5/5),
Karel Podrazil (6/5),
Jaroslav Srba (5/1),
František Stehlík (12/0),
Karel Steiner (6/3),
Matěj Sýbal-Mikše (1/0),
Vojtěch Sýbal-Mikše (7/0),
Václav Vaník-Váňa (4/0) –
trenér Antonín Breburda

### SK Slavia Praha
František Plánička (9/0/1),
Josef Sloup-Štaplík (3/0/0) –
Karel Bejbl (5/0),
Koloman Bobor (11/0),
František Černický (5/0),
Karel Čipera (7/1),
František Jalovec (4/0),
Bohumil Joska (2/0),
Josef Kratochvíl (12/4),
Zdeněk Kummermann-Kumr (2/0),
František Mařík (2/1),
Emanuel Petřík (1/0),
Josef Pleticha (12/0),
Antonín Puč (10/9),
Jan Reichardt (5/0),
Emil Seifert (11/3),
Josef Suchý (4/0),
František Svoboda (11/5),
Adolf Šimperský (1/0),
Jindřich Šoltys (7/4),
Antonín Vodička (8/0) –
trenér John William Madden

### AC Sparta Praha
František Hochmann I (11/0/3),
Herrmann Mayerthal (1/0/0) –
Jaroslav Burgr (3/0),
Antonín Carvan (9/0),
Rudolf Dolejší (1/0),
Ferdinand Hajný (11/0),
Antonín Hojer I (6/1),
Josef Horejs (9/2),
Jaroslav Innemann (1/0),
Jan Knobloch-Madelon (1/0),
František Kolenatý (6/0),
Jaroslav Kozel (1/0),
Jiří Malkovský (1/0),
Josef Maloun (10/4),
Josef Miclík (6/1),
Antonín Moudrý (1/0),
Adolf Patek (9/7),
Jan Paulin (1/0),
Antonín Perner (12/2),
Karel Pešek-Káďa (9/0),
Josef Silný (9/9),
Jan Smolka (2/1),
Karel Steiner (2/0),
Josef Šíma (4/5),
Jiří Šulc (2/0),
Evžen Veselý (4/3) –
trenéři Václav Špindler a Johny Dick

### Bohemians AFK Vršovice
Julius Tloušť (6/0/2),
Rudolf Veselý (6/0/0) –
Karel Bejbl (6/0),
Jan Eisner (1/0),
Oldřich Havlín (3/1),
František Hendrych (3/0),
František Hochmann II (11/1),
Jaroslav Hübš-Javornický (1/0),
Jaroslav Innemann (2/1),
Antonín Kašpar (6/0),
Jan Knížek (10/2),
Jan Knobloch-Madelon (6/5),
František Krejčí (11/0),
Jaroslav Kučera (11/0),
Antonín Mašat (1/0),
Václav Pinc (10/0),
Jaroslav Průšek (8/0),
Václav Rubeš (3/0),
Antonín Šedivý (6/1),
František Špic (1/0),
František Tyrpekl (7/0),
Jaroslav Vonka (1/1),
Jan Wimmer (12/4) –
trenér ...

### SK Kladno
Karel Tichý (12/0/0) –
Josef Bednařík (1/0),
Václav Brož (2/0),
Josef Čapek (9/2),
Oldřich Čermák (8/1),
Jaroslav Horák (12/0),
Ladislav Hrabě (2/2),
Čeněk Ježek (1/0),
Jaroslav Koubek (11/0),
Jaroslav Kozel (9/3),
Karel Kraus (12/5),
Jaroslav Ladman (12/6),
Hugo Laitner (11/0),
Václav Mařík (3/1),
František Nejedlý (3/1),
František Purkyt (1/0),
Josef Šulc (12/1),
Ferdinand Üblacker (11/1) –
trenér Jindřich Plecitý

### SK Čechie Karlín
František Homola I (11/0/0),
Augustin Zeman (1/0/1) –
Vlastimil Borecký (2/0),
Václav Čepelák (6/0),
František Hojer (10/4),
Josef Janovský (2/0),
Jaroslav Jiran (1/0),
František Junek (12/5),
Karel Kliment (3/0),
Antonín Mašat (4/2),
Antonín Mašek (4/0),
Bohuslav Nussbauer (9/1),
Emil Paulin (6/0),
Jiří Potoček (3/0),
Antonín Ptáček (9/0),
Karel Severin (11/4),
Jan Síkora (6/0),
Václav Šmejkal (3/0),
Jan Štverák (2/0),
Jiří Šulc (9/8),
Antonín Tomeš (8/0),
František Vodička (1/0),
Josef Vodička (1/0),
Jan Vopařil (8/1) –
trenér ...

### ČAFC Vinohrady
Antonín Kaliba (11/0/1),
Vilém Klíma (1/0/0) –
Michal Adolf (9/4),
Jiří Fišer (7/1),
Emanuel Hliňák (12/3),
Miroslav Hubka (12/0),
Josef Janovský (4/0),
Emil Kašpar (8/1),
Jaroslav Kašpar (12/0),
Antonín Müller (2/0),
Antonín Nosek (7/0),
Rudolf Sloup-Štapl (10/5),
Miroslav Soukup (9/2),
Miloslav Špičák (10/0),
Jiří Teisinger (6/0),
Josef Tichý I (3/0),
Václav Uhlíř (6/0),
Petr Zelenka-Perry (3/0) –
hrající trenér Rudolf Sloup-Štapl